# Humble (Teksas)
Humble je grad u američkoj saveznoj državi Teksas. Prema popisu stanovništva iz 2010. u njemu je živjelo 15.133 stanovnika.